# میدان جنسی
میدان جنسی (به انگلیسی: Sexual field) عرصه‌ای از زندگی اجتماعی است که در آن افراد به دنبال شرکای صمیمی هستند و برای جایگاه جنسی رقابت می‌کنند. میدان‌های جنسی «زمانی پدید می‌آیند که زیرمجموعه‌ای از بازیگران با علایق بالقوه عاشقانه یا جنسی، بر اساس منطق مطلوبیت فوری روابط جمعی خود را به سمت یکدیگر سوق دهند و این منطق، به درجات کم‌تر، نظامی از طبقه‌بندی را ایجاد کند.» (گرین، ۲۰۱۴:۲۷)
این اصطلاح مبتنی بر مفهوم میدان پیر بوردیو (۱۹۸۰) است و به عنوان «مجموعه‌ای از نهادهای درهم تنیده» (مارتین و جورج، ۲۰۰۶) و «ماتریس نهادینه شده روابط» تعریف شده‌است (گرین، ۲۰۰۵، ۲۰۰۸، ۲۰۱۱) که بر اساس تنوع فردی در سرمایه جنسی به بازیگران جنسی جایگاه می‌بخشد. نسبت به افرادی که کسری سرمایه جنسی دارند، بازیگرانی که سرمایه جنسی دارند، از مزایای میدان جنسی، از جمله توانایی انتخاب شرکای جنسی مورد نظر و کسب اهمیت اجتماعی بهره می‌برند.
میدان‌های جنسی خود با «ارزهای سرمایه شهوانی» متمایز می‌شوند (گرین، ۲۰۰۵، ۲۰۰۸) که دومی کاملاً متغیر است و در رابطه با ترجیح جمعی بازیکنان برتری می‌یابد. به عنوان مثال، گرین (۲۰۰۵، ۲۰۰۸) استدلال می‌کند ویژگی‌هایی که سرمایه جنسی را در میدانی ایجاد می‌کند، ممکن است در میدان دیگری نباشد؛ بنابراین، در یک بار چرمی همجنس‌گرایانه، یک مرد سفیدپوست ریشو و تنومند در اواخر دههٔ ۳۰ خود که شلوار جین لوی و کت چرمی پوشیده‌است، شکل بهینه‌ای از سرمایه جنسی دارد در حالی که همان مرد در یک بار شیک مارتینی که پذیرایی از یک بیست ساله است چیزی، پایگاه مشتریان همجنسگرای شهری مد روز با کسری سرمایه جنسی مواجه خواهد شد. این تغییر در قدرت و جایگاه به این دلیل اتفاق می‌افتد که یک نوار چرمی همجنس‌گرا و یک بار مارتینی همجنس‌گرا مکان‌های فیزیکی هستند که با منطق دو میدان جنسی متمایز با پول‌های متضاد سرمایه جنسی سازمان‌دهی شده‌اند (گرین، ۲۰۰۵، ۲۰۰۸) به عنوان مثال، «نظام‌های سلطه قضاوت» متمایز. (مارتین و جورج، ۲۰۰۶).
برای نظریه‌های جامعه‌شناسی، مطالعه میدان جنسی در چارچوب میدان‌های جنسی، چارچوبی را برای تحلیل چگونگی شکل‌گیری اسناد جمعی میل و مطلوبیت توسط خود میدان جنسی ارائه می‌دهد یعنی بجای اینکه میل و مطلوبیت را تابعی ساده از نیازها و قضاوت‌های فردی بدانیم، چارچوب میدان‌های جنسی نشان می‌دهد که چنین نیازها و قضاوت‌هایی پیامد زندگی اجتماعی جنسی هستند. در این رویکرد، میدان جنسی به آنچه که ما مطلوب می‌دانیم عمل می‌کند، به طوری که امیال و مطلوبیت به عنوان «اثرات میدانی» در نظر گرفته می‌شوند. (گرین، ۲۰۱۴)
تا جایی که طبقه‌بندی جنسی با ساختار میدن‌های جایگزین مرتبط است ولی هم‌شکل نیست، بنابراین مطالعه میدان‌های جنسی را نمی‌توان به عنوان مثال در زمره مطالعه یک حوزه اقتصادی یا سیاسی قرار داد. با این وجود، تا آنجا که نژاد، طبقه، جنسیت، قومیت، سن و توانایی از جمله، ویژگی‌های جایگاه جنسی را در یک میدان جنسی مشخص سازمان‌دهی می‌کنند، بنابراین رابطه میدان‌های جنسی با نظام‌های تاریخی گسترده‌تر طبقه‌بندی نیاز به بررسی دارد. (گرین، ۲۰۰۵، ۲۰۰۸، ۲۰۱۱. ۲۰۱۴)